# اطراف قلب من
«اطراف قلب من» (به انگلیسی: Around My Heart) تک‌آهنگی از هنرمند اهل آلمان ساندرا کرتو است که در سال ۱۹۸۹ میلادی منتشر شد.